# Khánh Bình Tây
Khánh Bình Tây là một xã thuộc huyện Trần Văn Thời, tỉnh Cà Mau, Việt Nam.

## Địa lý

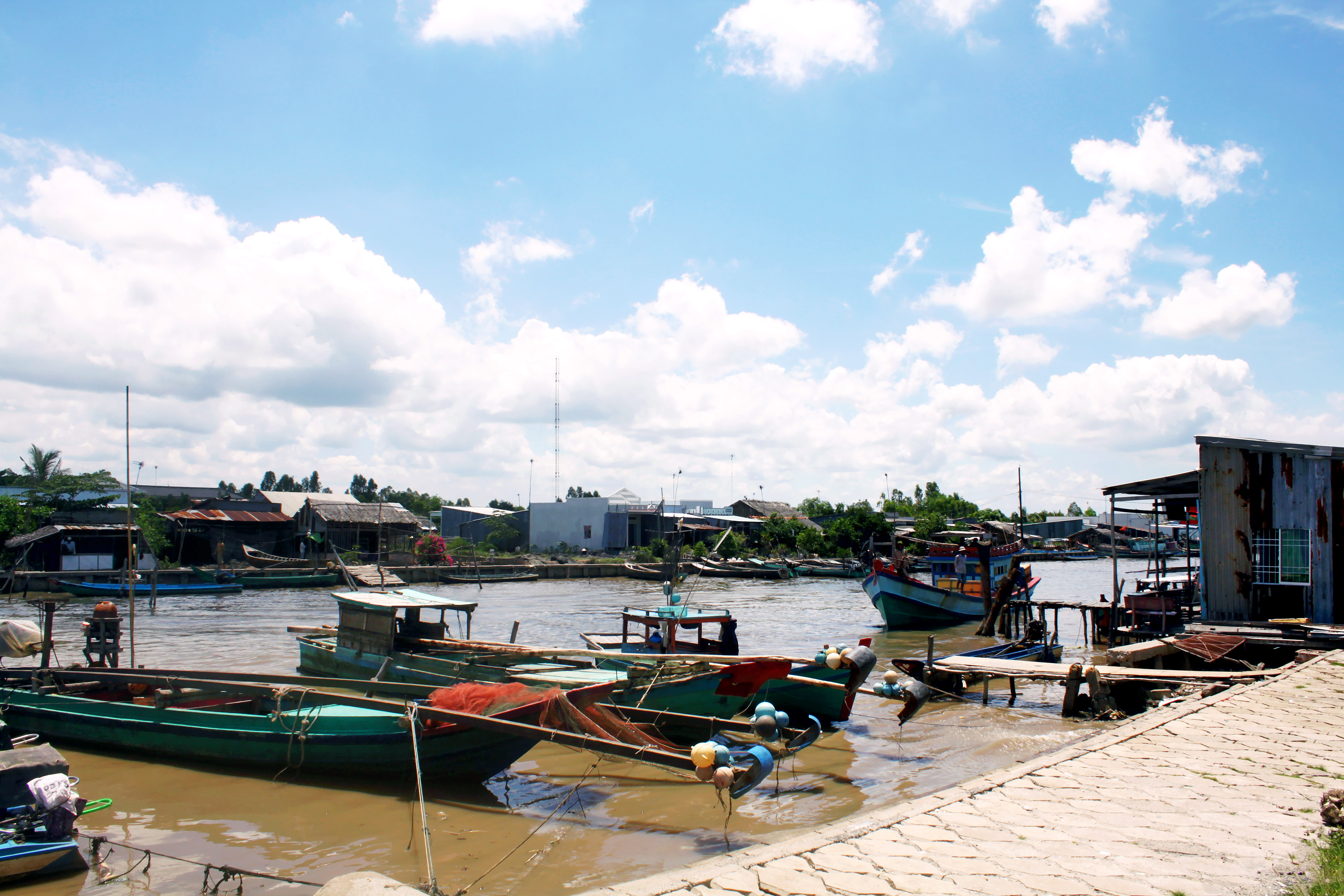
Một góc ấp Đá Bạc B

Xã Khánh Bình Tây nằm ở phía tây huyện Trần Văn Thời, có vị trí địa lý:
- Phía đông giáp xã Trần Hợi
- Phía tây giáp Vịnh Thái Lan
- Phía nam giáp xã Khánh Hải và xã Khánh Hưng
- Phía bắc giáp xã Khánh Bình Tây Bắc.

Xã Khánh Bình Tây có diện tích 51,19 km², dân số năm 2022 là 18.695 người, mật độ dân số đạt 365 người/km².
Ngoài phần diện tích trên đất liền, xã còn quản lý hành chính một cụm đảo gồm 3 đảo nhỏ cách bờ khoảng 500m là Hòn Ông Ngộ, Hòn Đá Bạc (còn gọi là Hòn Lớn), Hòn Đá Bạc Lẻ (còn gọi là Hòn Trọi).

## Hành chính
Xã Khánh Bình Tây được chia thành 12 ấp: Cơi 4, Cơi 5A, Cơi 5B, Cơi 6A, Cơi 6B, Đá Bạc, Đá Bạc A, Đá Bạc B, Kinh Hòn, Kinh Hòn Bắc, Kinh Tám, Thời Hưng.

## Lịch sử
Địa bàn xã Khánh Bình Tây hiện nay trước đây vốn là một phần xã Khánh Hưng B thuộc huyện Trần Văn Thời.
Ngày 25 tháng 7 năm 1979, Hội đồng Chính phủ ban hành Quyết định số 275-CP về việc thành lập xã Khánh Tân trên cơ sở một phần của xã Khánh Hưng B.
Ngày 2 tháng 2 năm 1991, Ban Tổ chức Chính phủ ban hành Quyết định số 51/QĐ-TCCP về việc thành lập xã Khánh Bình Tây trên cơ sở xã Khánh Hưng B và xã Khánh Tân.
Ngày 6 tháng 11 năm 1996, Quốc hội ban hành Nghị quyết về việc chia tỉnh Minh Hải thành tỉnh Bạc Liêu và tỉnh Cà Mau. Khi đó, xã Khánh Bình Tây thuộc huyện Trần Văn Thời, tỉnh Cà Mau.
Ngày 25 tháng 6 năm 1999, Chính phủ ban hành Nghị định số 42/1999/NĐ-CP về việc thành lập xã Khánh Bình Tây Bắc trên cơ sở có 9.864 ha diện tích tự nhiên và 17.212 người của xã Khánh Bình Tây.
Sau khi điều chỉnh địa giới hành chính, xã Khánh Bình Tây còn lại 5.436 ha diện tích tự nhiên và 13.489 người.
Ngày 7 tháng 3 năm 2016, Thủ tướng Chính phủ ban hành Quyết định số 362/QĐ-TTg về việc công nhận xã Khánh Bình Tây là xã đảo.
Ngày 31 tháng 12 năm 2020, UBND tỉnh Cà Mau ban hành Quyết định số 2542/QĐ-UBND về việc công nhận đô thị Khánh Bình Tây đạt tiêu chuẩn đô thị loại V.

## Kinh tế
Cũng như các khu vực khác ở Cà Mau, xã đảo Khánh Bình Tây này có địa hình chủ yếu là biển và kênh rạch chằng chịt,nước lợ.
Ngành nghề ở xã đảo Khánh Bình Tây chủ yếu là đánh bắt thủy hải sản trên biển và nuôi trồng thủy sản nước lợ như: cua, tôm sú, tôm càng xanh và rau màu.

## Văn hóa - du lịch

### Di tích
Ngày 22 tháng 6 năm 2009, Bộ Văn hóa, Thể thao và Du lịch đã ban hành Quyết định số 2245/QĐ-BVHTTDL công nhận di tích Hòn Đá Bạc – trung tâm chỉ huy kế hoạch phản gián CM12 là Di tích lịch sử quốc gia.

### Du lịch
Năm 2005, Công ty Minh Nhựt đã xây dựng Hòn Đá Bạc thành Khu Du lịch - Văn hóa và tâm linh.

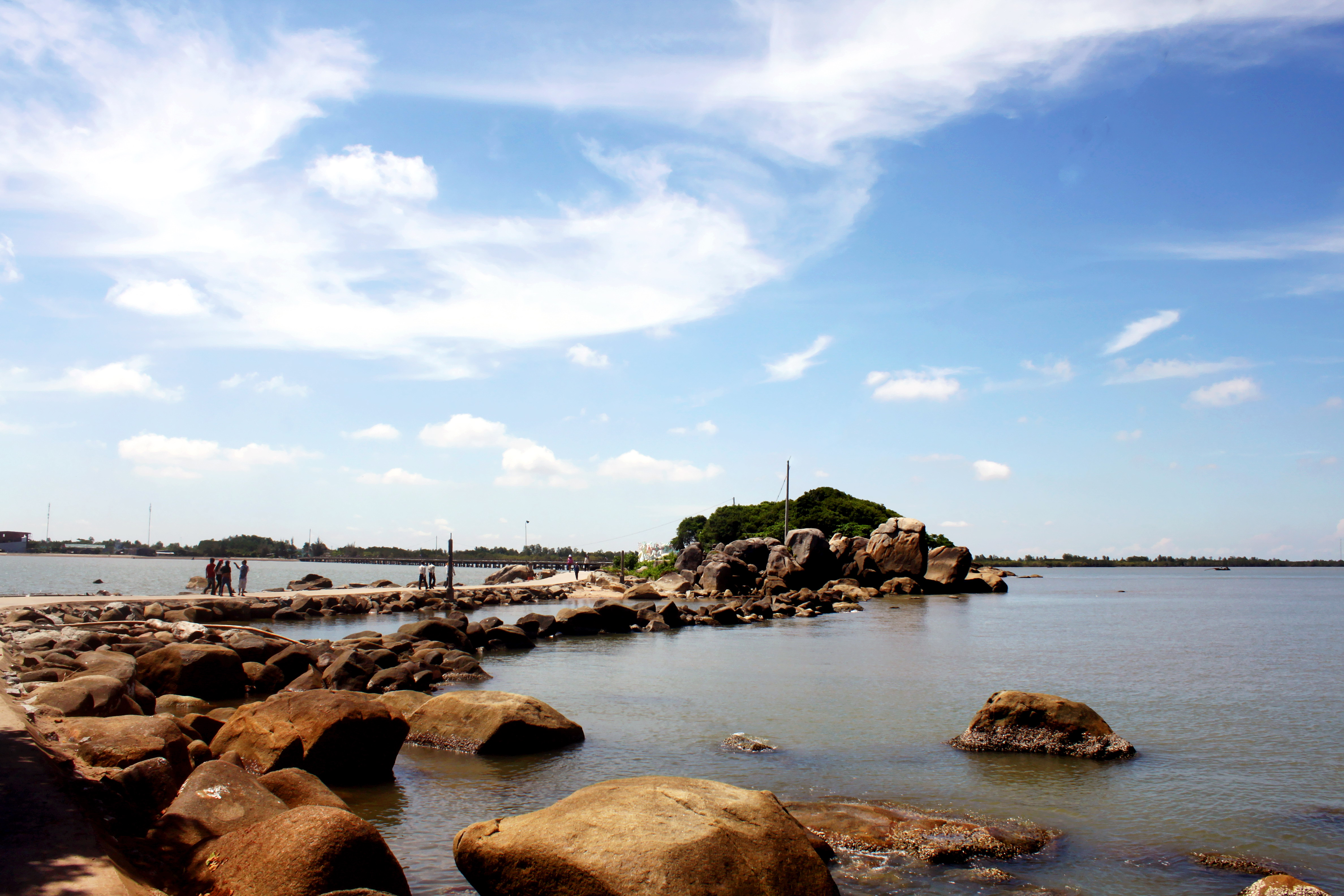
Một cảnh trong khu du lịch Hòn Đá Bạc
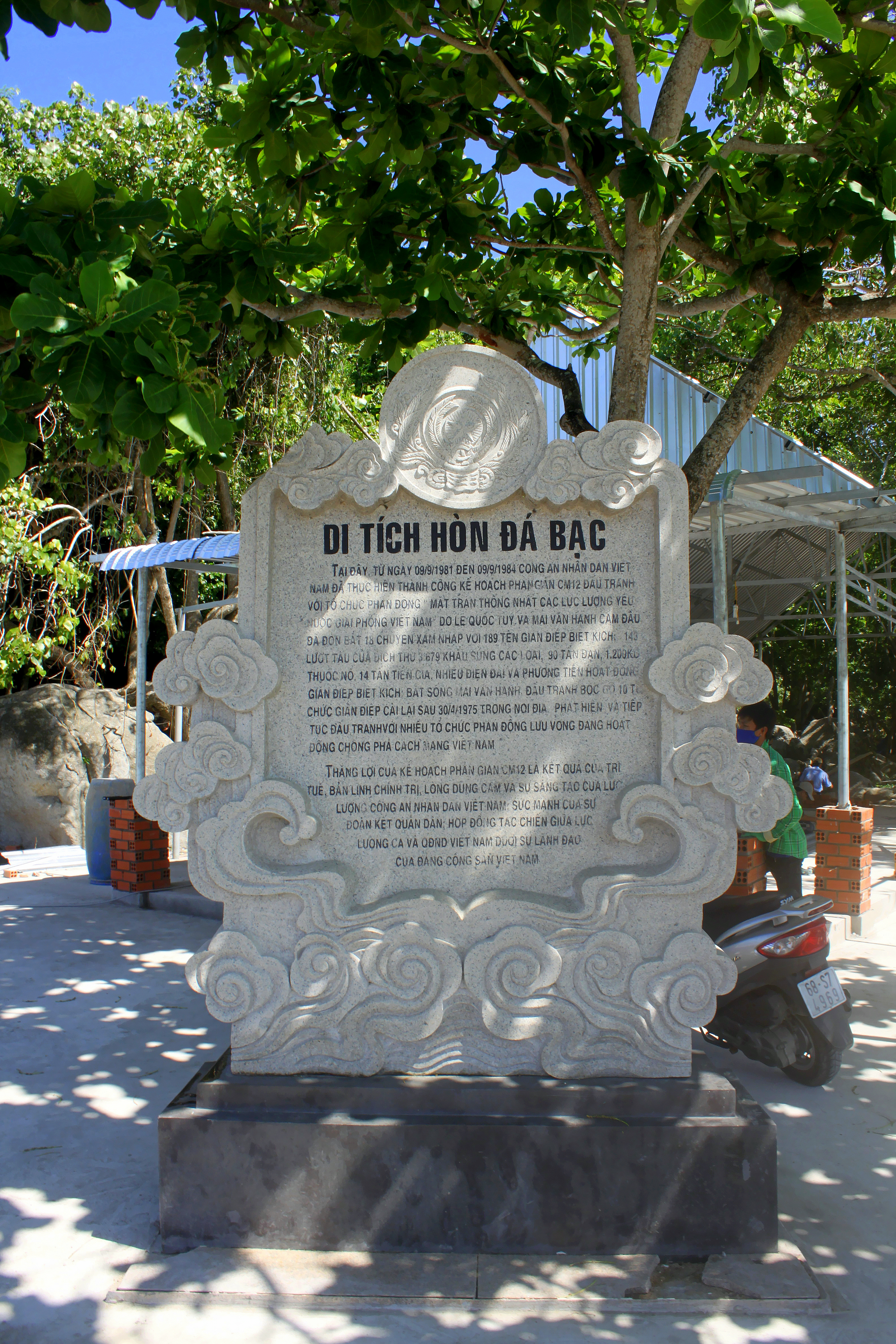
Bia di tích Hòn Đá Bạc.
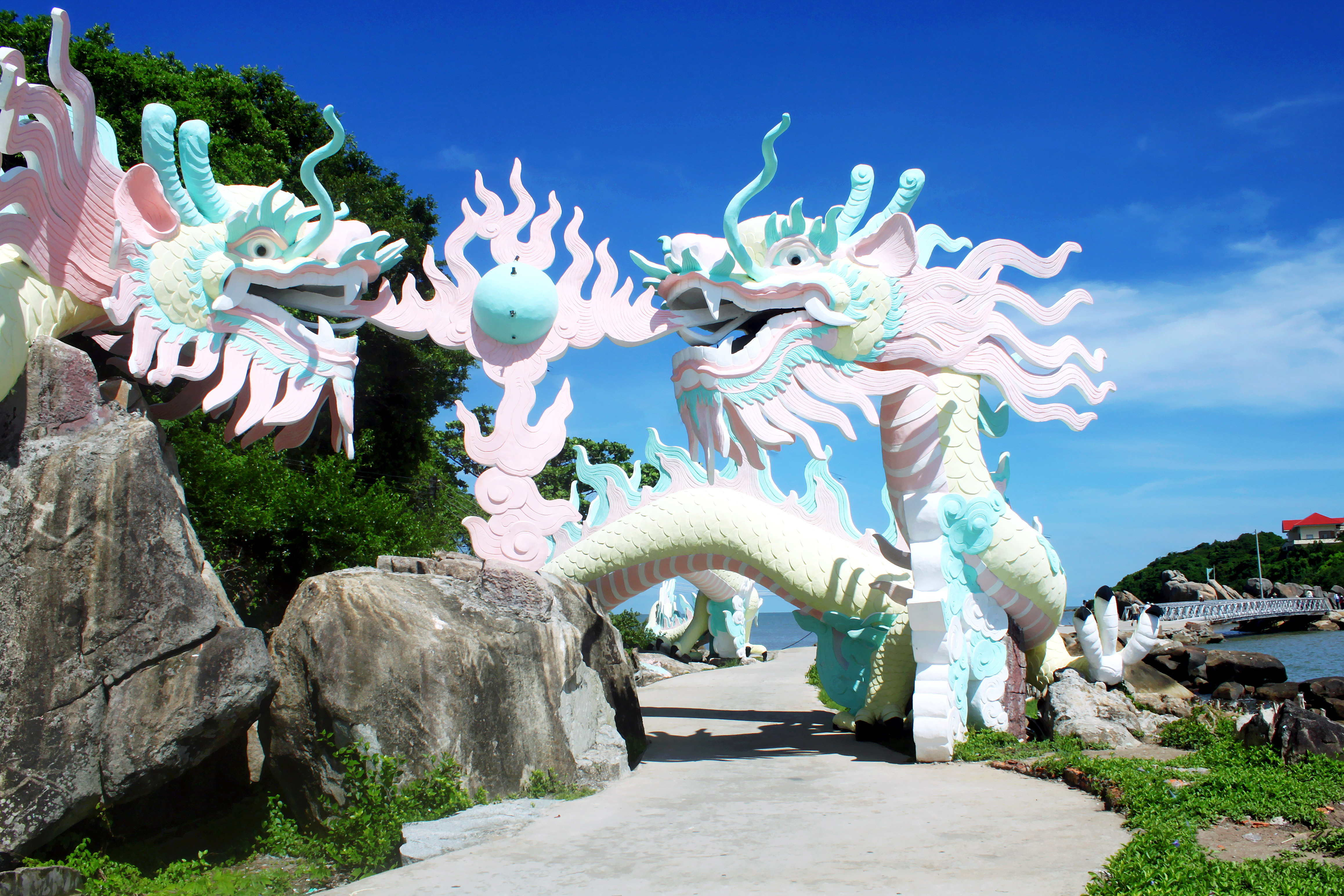
Đôi rồng cảnh được thiết kế giống như một cổng chào
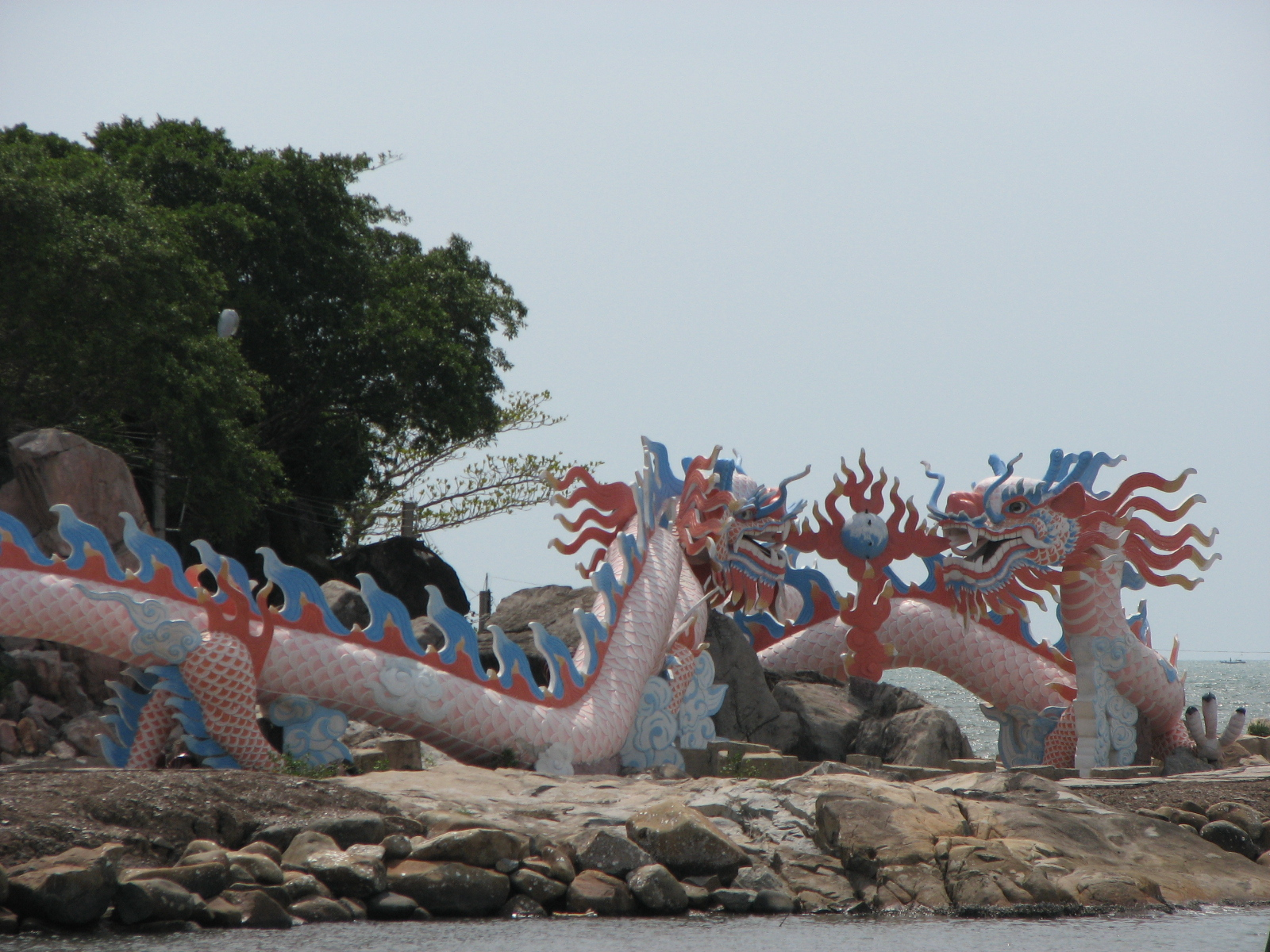
Đôi rồng cảnh làm bằng xi măng cốt sắt tại Khu du lịch Hòn Đá Bạc
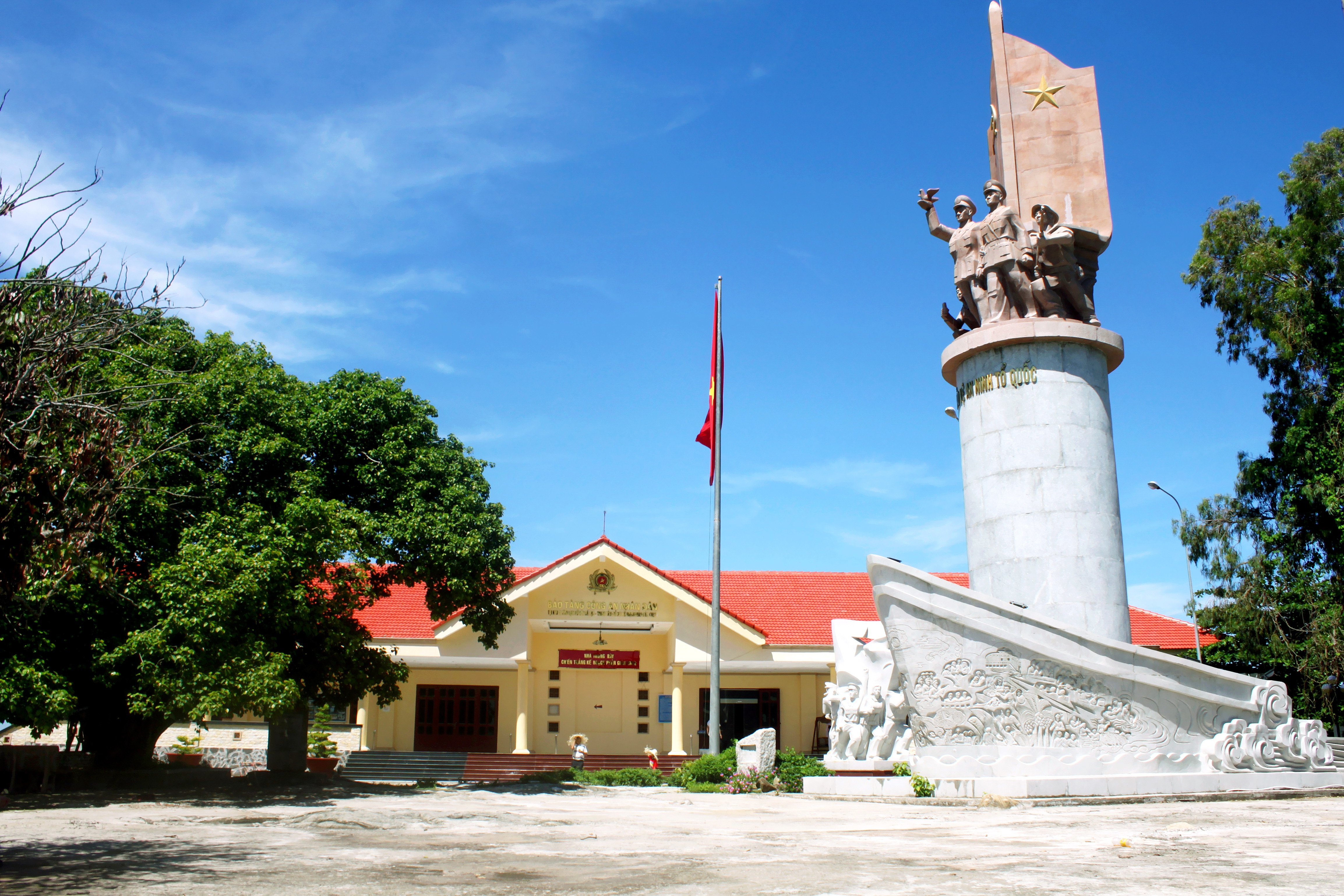
Tượng đài và nhà trưng bày chiến thắng Kế hoạch phản gián CM12
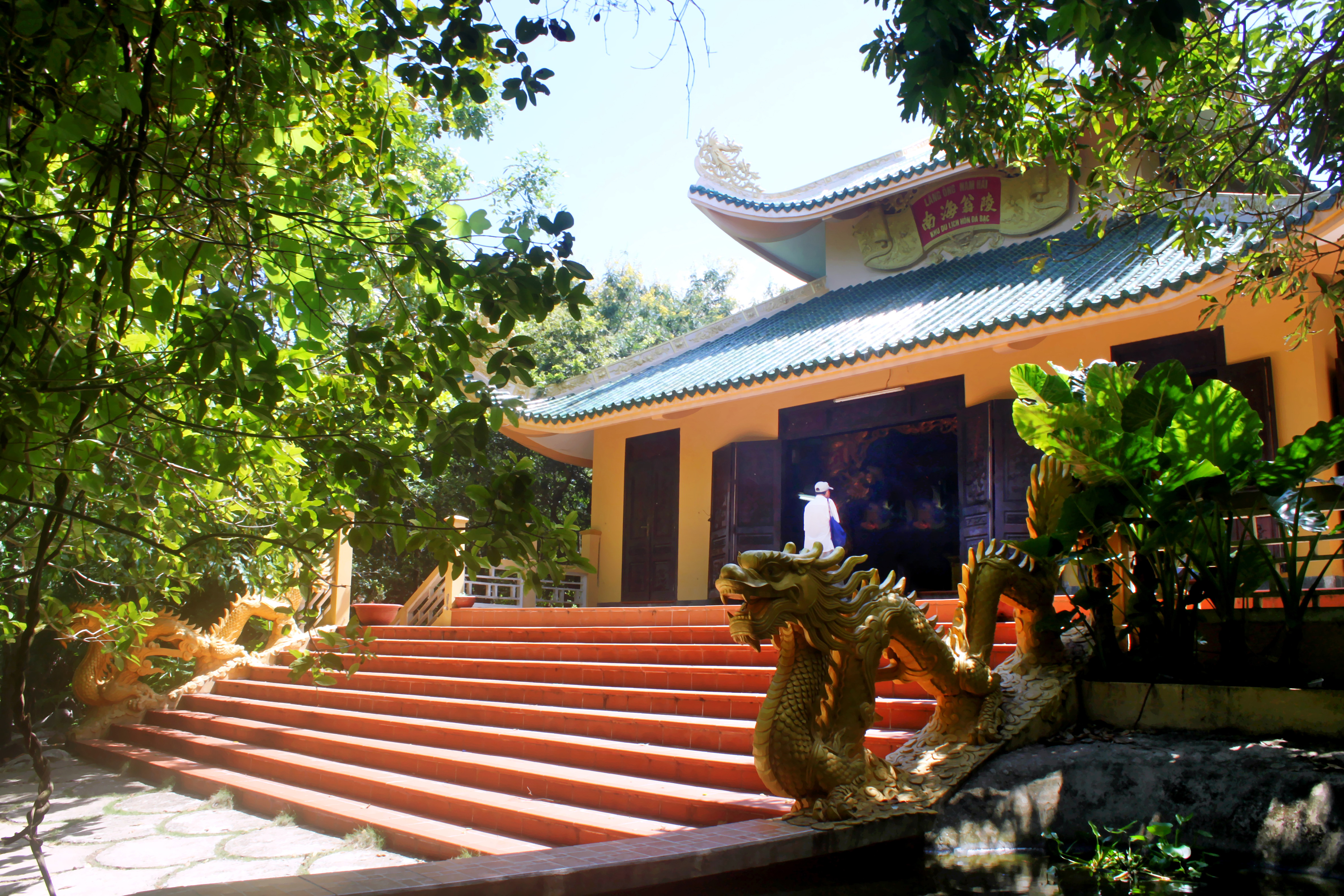
Lăng Ông Nam Hải
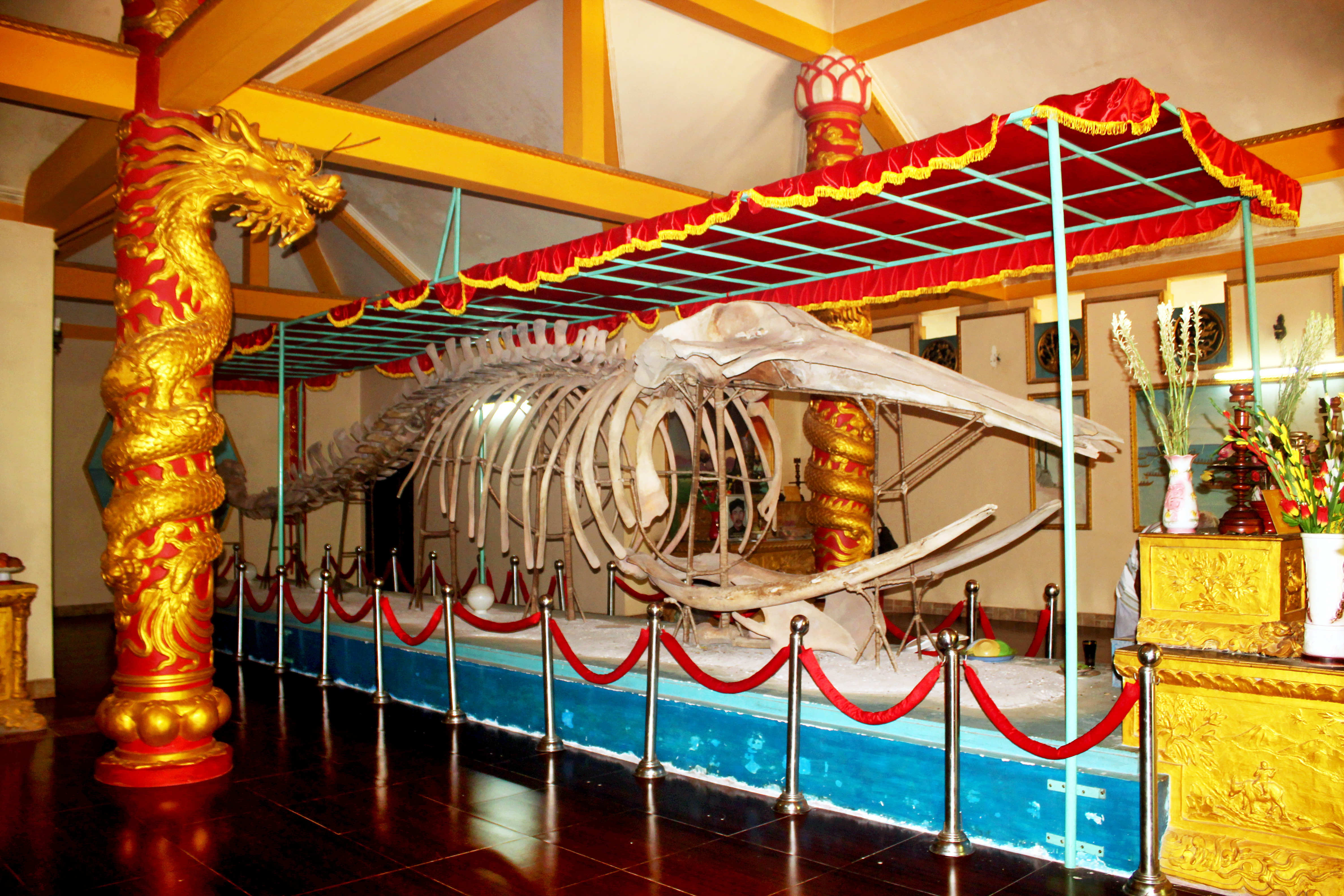
Bộ xương cá voi trong Lăng Ông Nam Hải
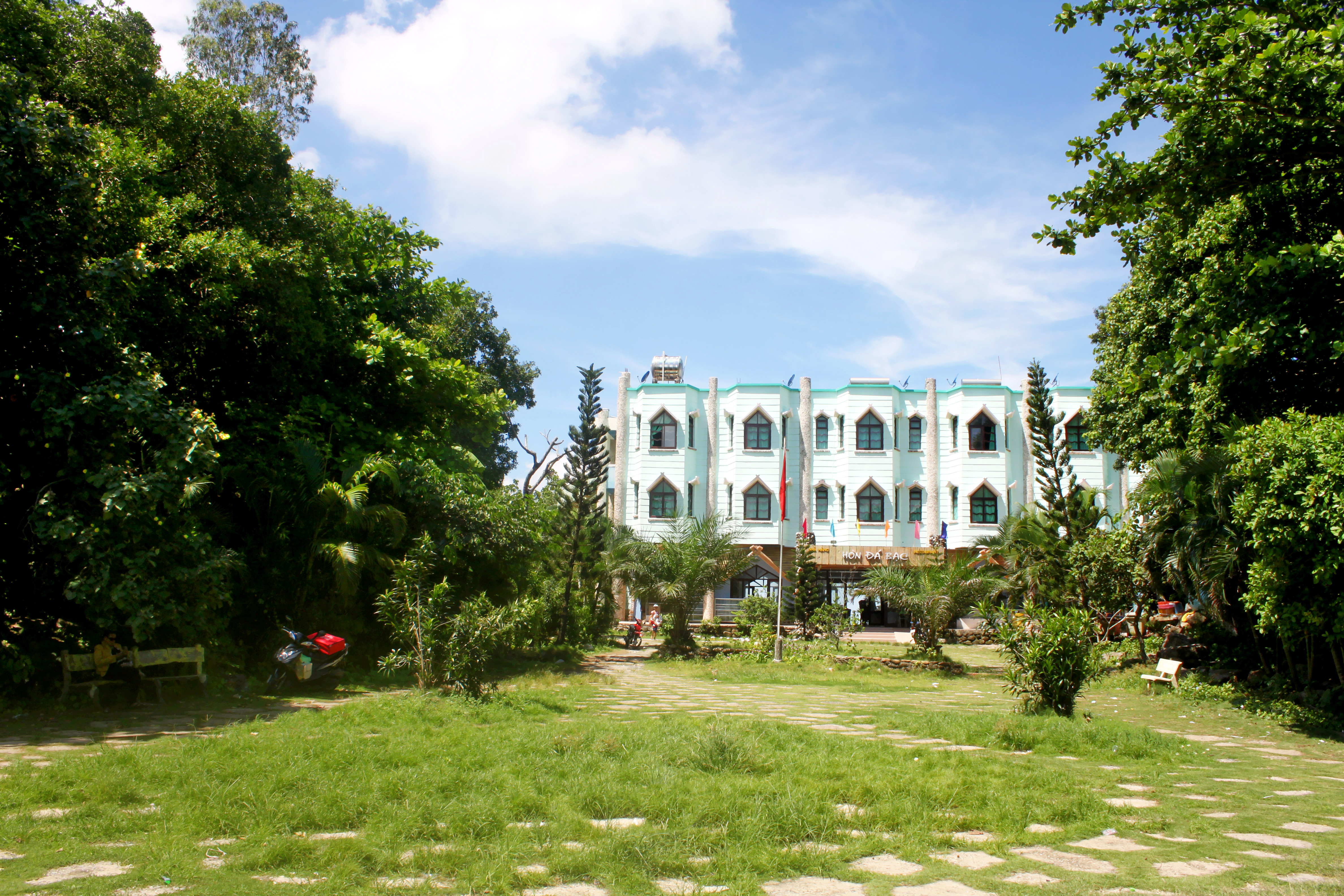
Nhà hàng và khách sạn Hòn Đá Bạc.
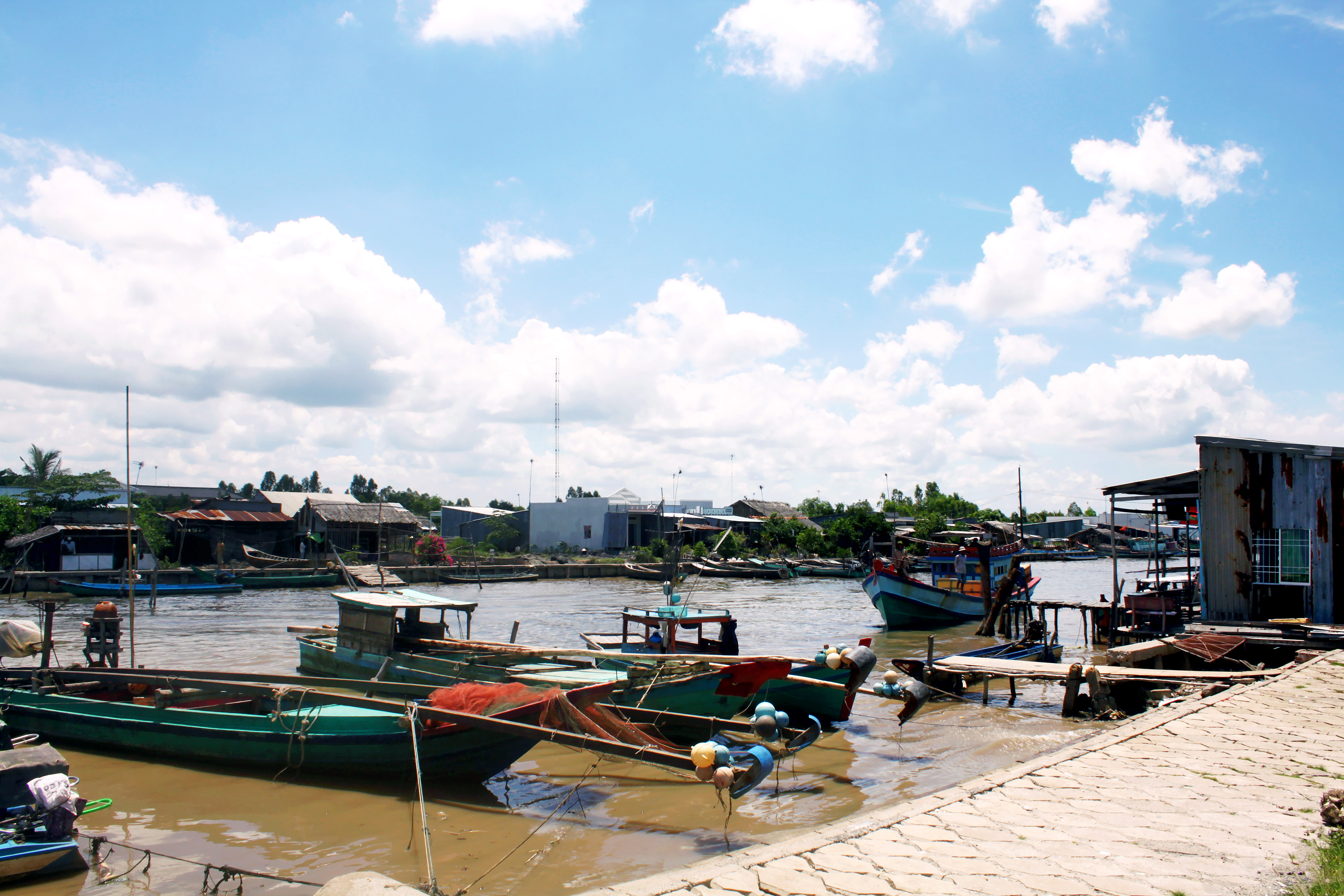
Một góc ấp Đá Bạc B (ở cạnh Khu du lịch Hòn Đá Bạc)
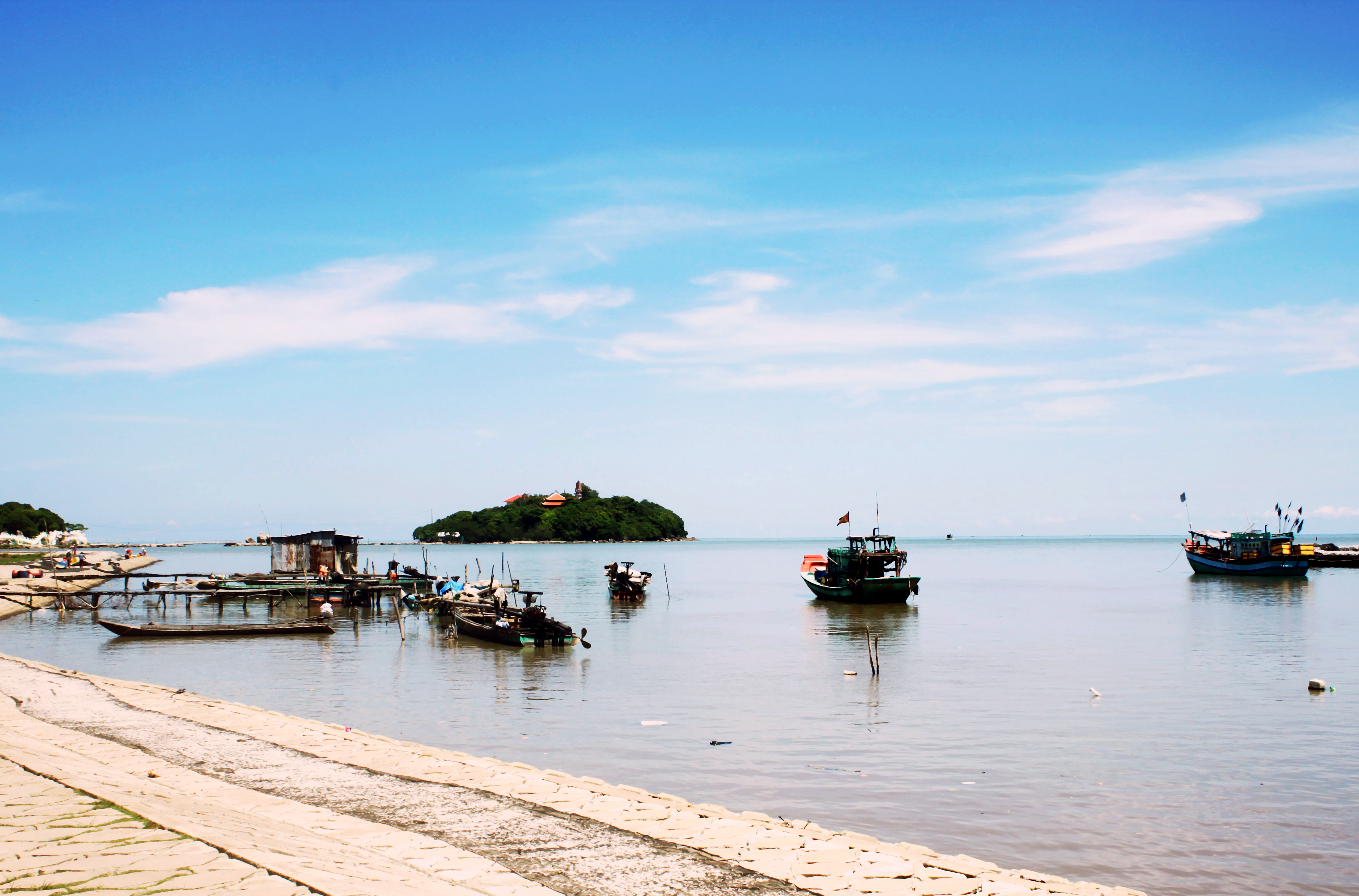
Một cảnh ở tại khu du lịch (ảnh 1)
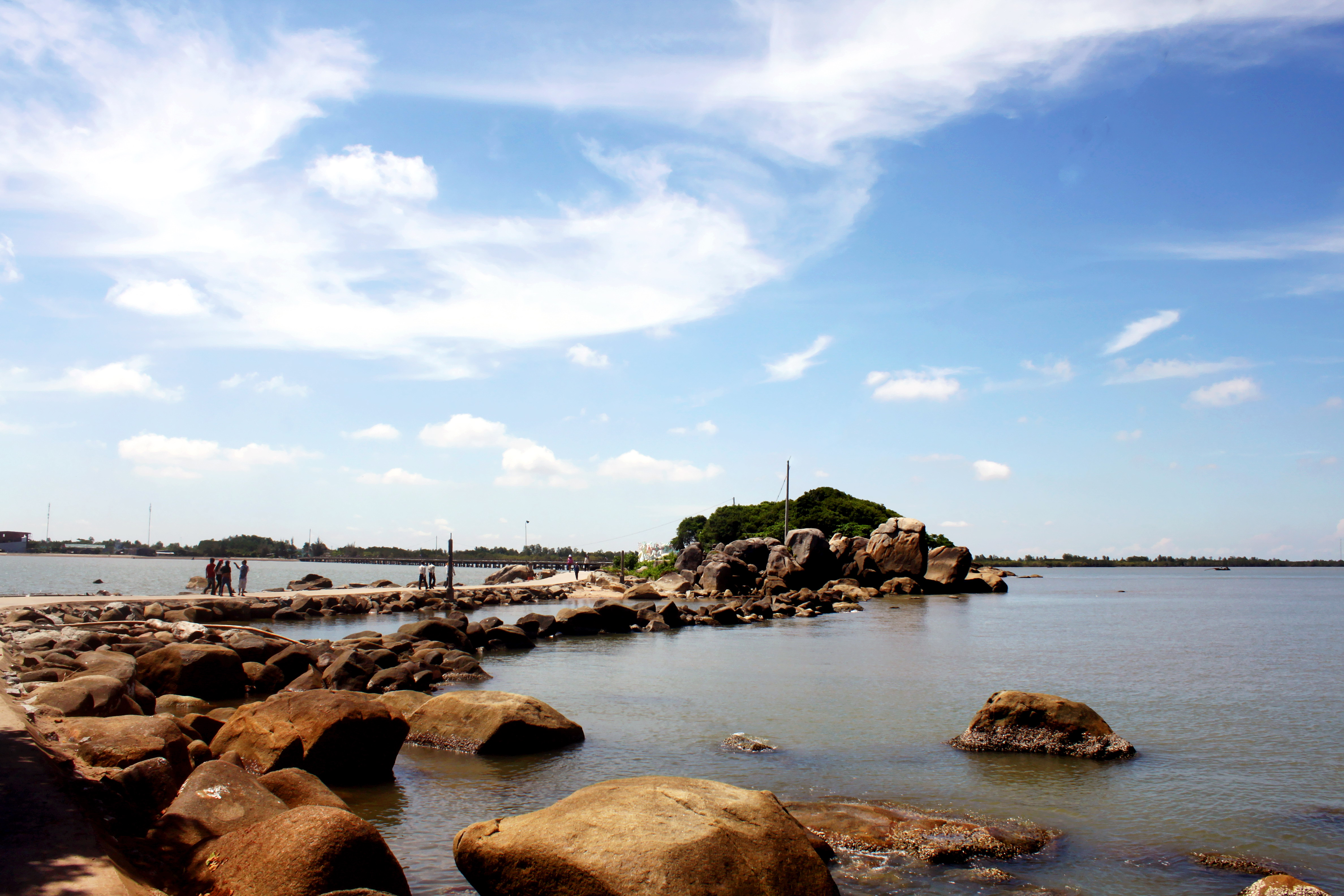
Một cảnh ở tại khu du lịch (ảnh 2)
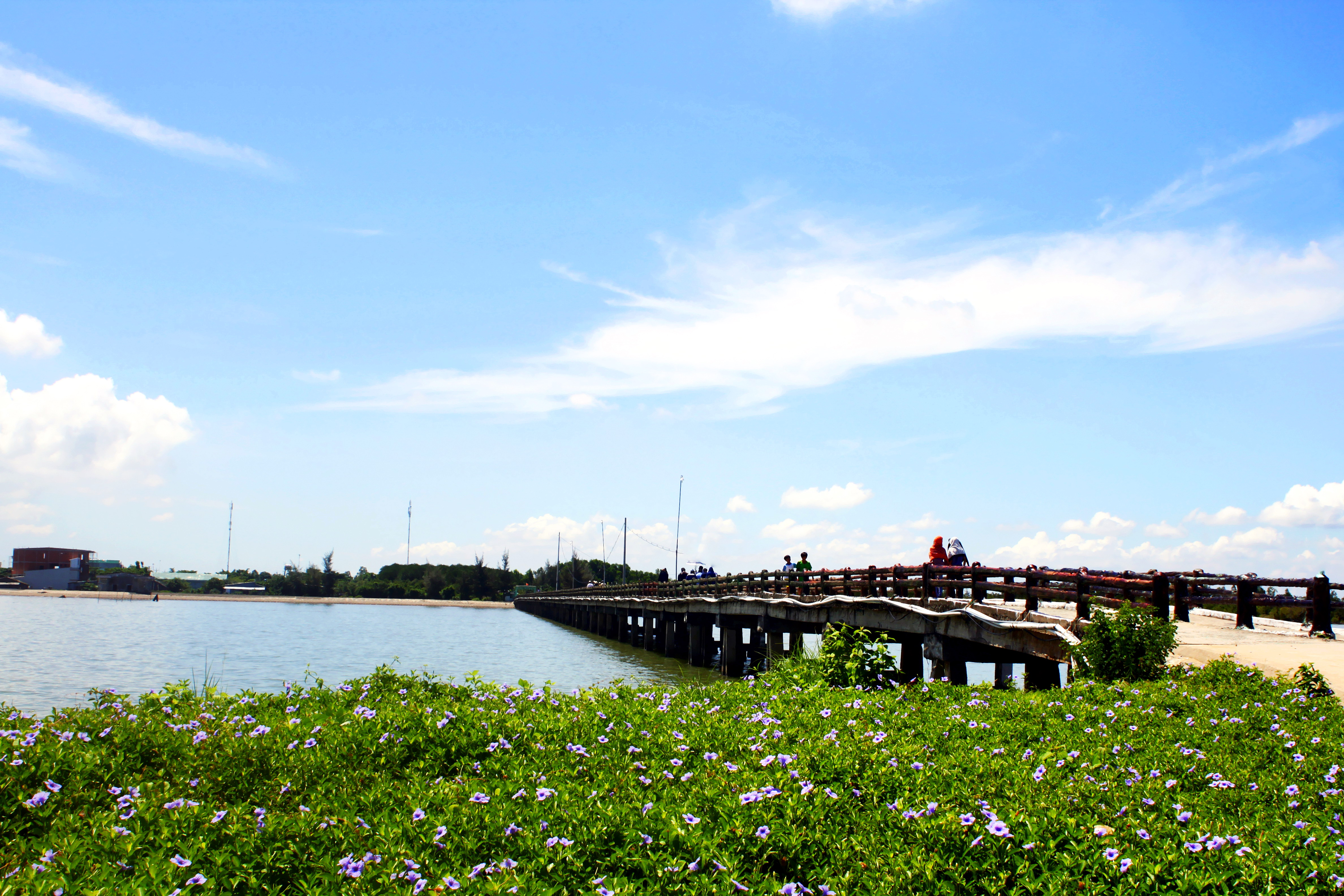
Một cảnh ở tại khu du lịch (ảnh 3)
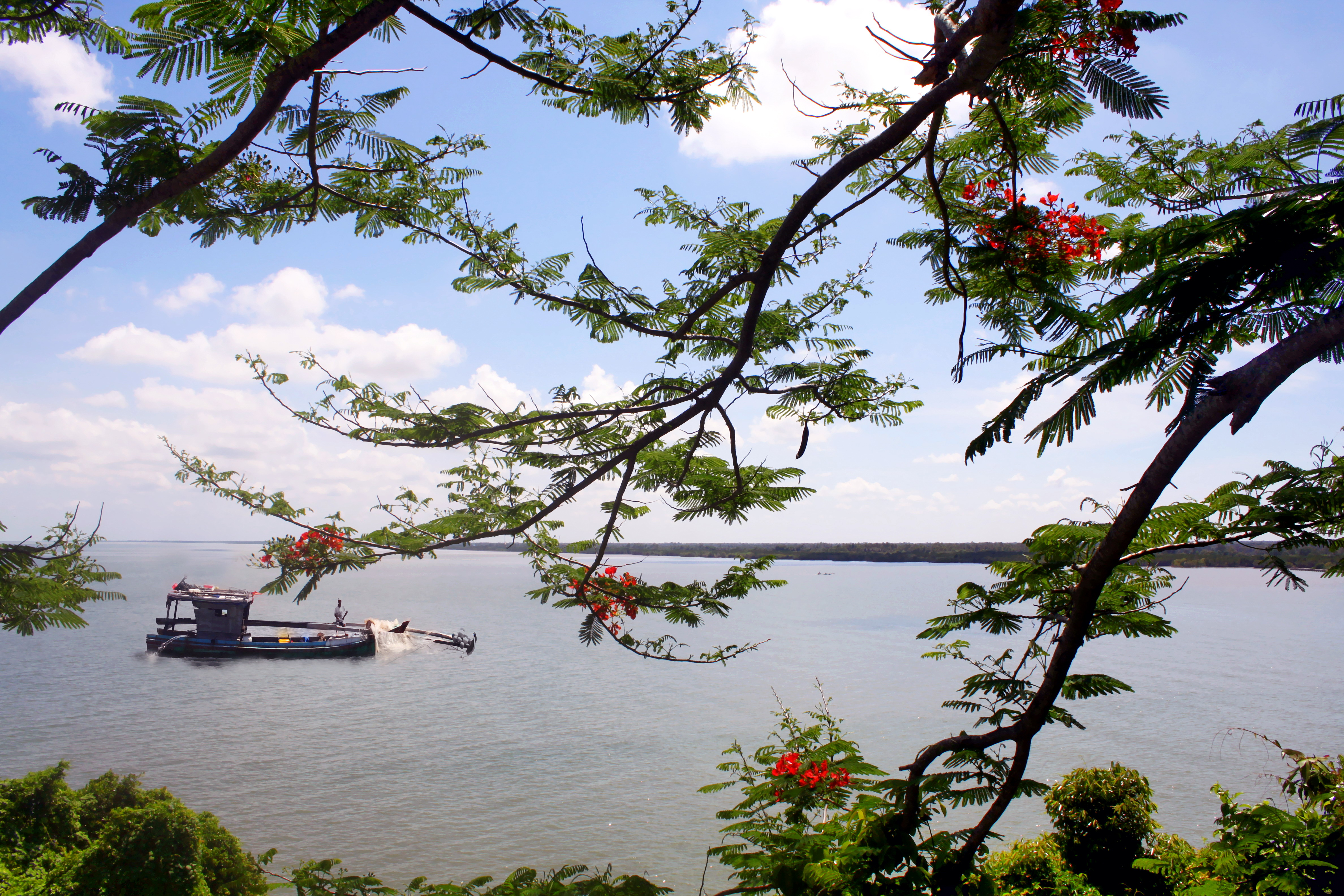
Một cảnh ở tại khu du lịch (ảnh 4)

## Giao thông
Các tuyến lộ Tắc Thủ – Vàm Đá Bạc và Quốc lộ cứu hộ đê biển Tây giúp phát triển du lịch và phát triển kinh tế, đưa xã đảo Khánh Bình Tây trở thành đô thị loại V. Đây cũng là tuyến đường huyết mạch vào trung tâm xã đảo Khánh Bình Tây,... trong tương lai Khánh Bình Tây sẽ là thị trấn thứ 3 của huyện Trần Văn Thời.